# Регулирование оборота огнестрельного оружия в Мексике
Регулирование огнестрельного оружия в Мексике осуществляется в соответствии с законодательством, которое устанавливает законность приобретения, владения, хранения и ношения огнестрельного оружия военнослужащими, сотрудниками правоохранительных органов и частными гражданами, а также права и ограничения для отдельных лиц, включая участников охоты и стрелкового спорта, сотрудников по охране собственности и личной охраны, таких как телохранители, сотрудники службы безопасности, частные охранники, и распространяется на VIP-персон (дипломатов, государственных служащих, знаменитостей).
В Мексике действуют крайне ограничительные законы в отношении владения оружием. Во всей стране есть только два магазина — DCAM недалеко от столицы и OTCA в Аподаке, штат Нуэво-Леон. Кроме того, чтобы получить шанс на легальное приобретение оружия, необходимо месяцами оформлять документы. При этом существует распространенное заблуждение, что огнестрельное оружие в Мексике запрещено и что никто не может им владеть. Это мнение проистекает из общего представления о том, что иметь оружие разрешено только сотрудникам правоохранительных органов, вооруженных сил или тем, кто находится под вооруженной охраной. Несмотря на то, что в Мексике действуют строгие законы об оружии, где большинство типов и калибров оружия предназначены для военных и правоохранительных органов, приобретение и владение некоторыми видами огнестрельного оружия и боеприпасов остается конституционным правом всех мексиканских граждан и иностранных легальных резидентов; при условии, что требования и условия для осуществления такого права выполняются в соответствии с законом.
Право хранить и носить оружие было впервые признано конституционным правом в статье 10 Конституции Мексики 1857 года. Затем, в рамках Конституции Мексики 1917 года статья 10 была изменена, в соответствии с которой право на хранение и ношение оружия получило два отдельных определения: право хранить (derecho a poseer на испанском) и право носить (derecho a portar на испанском). Новая редакция статьи 10 уточняла, что граждане имеют право хранить оружие (владеть им), но могут носить его (носить) только среди населения в соответствии с полицейскими правилами. Эта изменение статьи 10 также ввело так называемое …[оружие] для исключительного использования [военными]… (по-испански: …de uso exclusivo del Ejército…), диктуя, что закон будет определять, какое оружие предназначено для вооруженных сил, включая правоохранительные органы, поскольку оно считается оружием войны.
В 1971 году статья 10 действующей Конституции была изменена, чтобы ограничить право на хранение оружия только в пределах дома (по-испански: …derecho a poseer armas en su domicilio…) и оставить право на ношение оружия вне дома только за теми, за кем прямо закреплено законом (то есть полиция, военные, вооруженные сотрудники службы безопасности). В следующем году вступил в силу Федеральный закон об огнестрельном оружии и взрывчатых веществах, который предоставил федеральному правительству полную юрисдикцию и контроль над легальным распространением огнестрельного оружия в стране; в то же время он существенно ограничивал и ограничивает легальный доступ гражданских лиц к огнестрельному оружию.
В результате внесения изменений в статью 10 Конституции Мексики и принятия Федерального закона «Об огнестрельном оружии и взрывчатых веществах» открытое ношение огнестрельного оружия или скрытое ношение оружия в общественных местах практически запрещено частным лицам, если на это нет специального разрешения Секретариата национальной обороны (SEDENA). В целях личной обороны огнестрельное оружие разрешено только в пределах места проживания и только того типа и калибра, который разрешен законом.

## История
В современном мексиканском обществе количество убийств с применением огнестрельного оружия выше, чем во многих других странах, несмотря на строгие законы об оружии. Огнестрельное оружие играло важную роль в истории Мексики, и страна была основана с сильным присутствием и приверженностью к оружию, хотя Мексика имеет долгую историю принятия законов об ограничении оружия. В мексиканских фильмах Золотого века главные герои и антагонисты часто изображались в виде ковбоев и чаррос, стреляющих из пистолета, что является примером культурной привязанности к оружию, которая сильно отличается по разные стороны границы. Так, на американской стороне граждане имеют право и законно носят оружие, а на мексиканской стороне оружие носят вопреки мексиканским законам.
Именно с помощью вооруженной борьбы Мексика добилась независимости от Испании. С тех пор ход истории был отмечен несколькими вооруженными конфликтами, включая американский (1846-48) и французский (1861-67) конфликты, а также борьбу коренного населения из-за нескольких форм правления, которые правили на мексиканской территории, кульминацией которых стали Мексиканская революция (1910-20) и Война кристеро (1926-29).
В 1972 году правительство изменило статью 10 Конституции и приняло Федеральный закон «Об огнестрельном оружии и взрывчатых веществах», ограничив владение оружием малокалиберными пистолетами, существенно ограничив право на ношение оружия вне дома и положив конец культурной привязанности к огнестрельному оружию, закрыв оружейные магазины, объявив вне закона частную продажу огнестрельного оружия и закрыв общественные стрелковые заведения.
Кроме того, правительство время от времени проводит программы обмена оружия, в рамках которых гражданам предлагается обменять любое огнестрельное оружие (зарегистрированное, незарегистрированное, легальное или нелегальное) на денежное вознаграждение или продукты питания, не опасаясь гражданского или уголовного преследования.

### Историческое законодательство
До провозглашения независимости Мексики первая официальная запись об ограничении на владение огнестрельным оружием была сделана в 1811 году во время войны за независимость Мексики. Это ограничение возникло как попытка остановить восстание под руководством Мигеля Идальго против испанских роялистов. В 1812 и 1814 годах Конституция Испанской монархии в статье 56 и Конституционный декрет о свободе Мексиканской Америки в статье 81 запрещали появляться на собраниях ризницы с оружием, но не ограничивали его хранение или ношение в других местах, например, дома.
После провозглашения независимости Мексики как Первой Мексиканской империи в 1822 году во Временном политическом положении Мексиканской империи в статье 54 было упомянуто о ношении запрещенного оружия (по-испански: …el porte de armas prohibidas…), а в 1824 году, после образования Мексиканских Соединенных Штатов, было объявлено, что ни один человек не должен носить оружие независимо от его типа. Склонность к принятию полного запрета на огнестрельное оружие возникла как мера предосторожности и попытка предотвратить новое вооруженное восстание, которое поставило бы под угрозу новую республику. После этой меры четыре года при президенте Гваделупе Виктории прошли без войны.
Несмотря на это, результаты президентских выборов в сентябре 1828 года были оспорены кандидатом, занявшим второе место, Висенте Герреро, и он призвал к революции, что спровоцировало Конгресс аннулировать результаты выборов и избрать Герреро президентом. После его вступления в должность в апреле 1829 года гражданские беспорядки продолжались, и к середине декабря он был свергнут, но до конца года пост президента заняли два других человека. После прихода к власти Анастасио Бустаманте в январе 1830 года, учитывая нестабильность предыдущего года, был издан указ, согласно которому все незаконно владеющие огнестрельным оружием должны были сдать его правительству, а залог или покупка оружия были запрещены. В период с 1831 по 1835 год были изданы дополнительные мандаты, аннулирующие все ранее выданные лицензии на оружие, ограничивающие выдачу новых разрешений на оружие только тем, кто считается «мирным, известным и честным», а также ужесточающие процедуру получения лицензии на ношение оружия.
После нескольких десятилетий нестабильности Мексика вновь стала федеративной республикой, и, учитывая важную роль, которую сыграло огнестрельное оружие в становлении второй республики, Конституция 1857 года в статье 10 впервые признала право граждан на хранение и ношение оружия в качестве конституционной гарантии. Также в 1857 году был издан еще один указ, требующий получения лицензии на огнестрельное оружие для его законного ношения. В феврале 1861 года военный министр (ныне Секретариат национальной обороны) выпустил уведомление, в котором заверил всех граждан в гарантии хранения и ношения огнестрельного оружия и заявил, что, учитывая, что ни при каких обстоятельствах мирные и законные граждане не могут быть разоружены, запрещено будет только оружие, предназначенное исключительно для военных. В декабре того же года было принято постановление, обязывающее всех лиц сдать такое запрещенное оружие.
В 1893 году было издано новое положение о ношении оружия, признающее право на хранение и право на ношение, а также регулирующее выдачу лицензий на ношение, при условии, что оружие будет носиться только так, чтобы оно было видно.
В разгар мексиканской революции была принята Конституция 1917 года, и статья 10, перешедшая из предыдущей конституции, была изменена, чтобы определить три отдельные вещи: во-первых, она признавала право народа хранить и носить оружие, во-вторых, она исключала из гражданского владения оружие, запрещенное законом или предназначенное для военных, и в-третьих, она требовала, чтобы публичное ношение оружия осуществлялось в соответствии с законом.
1960-е годы были отмечены серией антиправительственных движений, которые переросли в резню в Тлателолько, что побудило президента Эчеверрию и Конгресс Мексики изменить статью 10 Конституции до ее нынешней формы, которая разрешает частное владение огнестрельным оружием только в пределах дома. В январе 1972 года, с принятием Федерального закона об огнестрельном оружии и взрывчатых веществах, легальное распространение огнестрельного оружия среди населения было существенно ограничено.
С момента принятия Федерального закона «Об огнестрельном оружии и взрывчатых веществах» ряд его статей был реформирован с целью дальнейшего ограничения владения огнестрельным оружием и его распространения путем введения более строгих правил его приобретения и ужесточения наказаний за нарушения.

## Конституционные права
Три важных события ознаменовали право на хранение и ношение оружия как конституционную гарантию:

### Конституция 1857 года
Право на хранение и ношение оружия впервые было признано конституционным правом в статье 10 Конституции Мексики 1857 года:
(оригинальный текст) Artículo 10: Todo hombre tiene derecho de poseer y portar armas para su seguridad y legítima defensa. La ley señalará cuáles son las prohibidas y la pena en que incurren los que las portaren.
(перевод) Статья 10: Каждый человек имеет право хранить и носить оружие для своей безопасности и законной обороны. В законе будет указано, какое оружие запрещено, и наказание для тех, кто будет его носить.
Статья 10 Конституции 1857 года давала гражданам право хранить и носить оружие, как в своих домах, так и в общественных местах для своей безопасности и обороны. Законодательство должно было указать, какие виды оружия будут запрещены и какие наказания будут применяться к нарушителям.

### Конституция 1917 года
Шестьдесят лет спустя, с принятием Конституции 1917 года, статья 10 дает два отдельных определения праву хранить и носить оружие:
(оригинальный текст) Artículo 10: Los habitantes de los Estados Unidos Mexicanos tienen libertad de poseer armas de cualquiera clase, para su seguridad y legítima defensa, hecha excepción de las prohibidas expresamente por la ley y de las que la nación reserve para el uso exclusivo del Ejército, Armada y Guardia Nacional; pero no podrán portarlas en las poblaciones sin sujetarse a los reglamentos de policía.
(перевод) Статья 10: Жители Мексиканских Соединенных Штатов могут свободно владеть любым оружием для своей безопасности и законной обороны, за исключением того, которое прямо запрещено законом и которое нация оставляет исключительно для армии, флота и национальной гвардии; но они не могут носить его в пределах населенных пунктов без соблюдения полицейских правил.
Статья 10 Конституции 1917 года по-прежнему позволяла гражданам хранить и носить оружие дома или на улице, ограничивая при этом оружие, предназначенное для военных, но требовала, чтобы те, кто носит оружие публично, соблюдали действующие полицейские правила.

### Реформа статьи 10 в 1971 году
Пятьдесят четыре года спустя статья 10 была реформирована до ее фактического текста, действующего сегодня:
(оригинальный текст) Artículo 10: Los habitantes de los Estados Unidos Mexicanos tienen derecho a poseer armas en su domicilio, para seguridad y legítima defensa, con excepción de las prohibidas por la ley federal y de las reservadas para el uso exclusivo del Ejército, Armada, Fuerza Aérea y Guardia Nacional. La ley federal determinará los casos, condiciones, requisitos y lugares en que se podrá autorizar a los habitantes la portación de armas.
(перевод) Статья 10: Жители Мексиканских Соединенных Штатов имеют право хранить оружие в своих домах в целях безопасности и законной обороны, за исключением оружия, запрещенного федеральным законом, и оружия, предназначенного исключительно для армии, флота, ВВС и национальной гвардии. Федеральный закон будет определять случаи, условия, требования и места, в которых ношение оружия будет разрешено жителям.
Реформированная статья 10 ограничила конституционное право граждан хранить оружие только в своих домах. Кроме того, ношение огнестрельного оружия вне дома (в общественных местах) больше не являлось правом, а было привилегией, которую федеральный закон должен был регулировать и разрешать в каждом конкретном случае. Вместе с этой реформой появился Федеральный закон об огнестрельном оружии и взрывчатых веществах, который ограничил легальный доступ граждан к нескольким видам малокалиберного оружия, оставив большинство типов и калибров за правительством (то есть полицией и армией).

## Лицензирование и законодательство

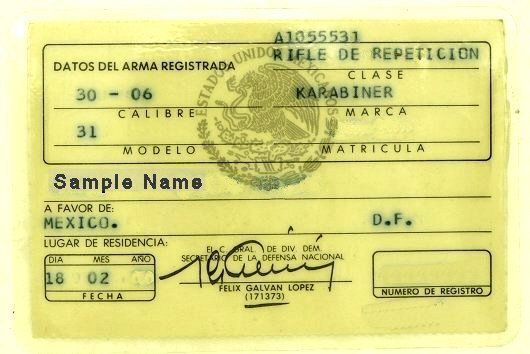
Мексиканская регистрационная карта на огнестрельное оружие

Органом, отвечающим за контроль над огнестрельным оружием в Мексике, является исполнительная власть (Ejecutivo Federal) через Секретариат внутренних дел (SEGOB) и Секретариат национальной обороны (SEDENA), последний отвечает за выдачу лицензий и руководство Главным управлением федерального реестра огнестрельного оружия и контроля над взрывчатыми веществами (DGRFAFyCE).
Федеральный закон об огнестрельном оружии и взрывчатых веществах (Ley Federal de Armas de Fuego y Explosivos) — это акт Конгресса и правовая база, контролирующая законное распространение огнестрельного оружия в стране, включая его импорт, производство, продажу, приобретение, владение и хранение.
Положение Федерального закона об огнестрельном оружии и взрывчатых веществах (Reglamento de la Ley Federal de Armas de Fuego y Explosivos) является дополнительной правовой базой, регулирующей огнестрельное оружие.

### Право на хранение оружия
Что касается права на хранение оружия, то раздел II, глава II, статья 15 Федерального закона об огнестрельном оружии и взрывчатых веществах гласит:
(перевод) Оружие может храниться в доме в целях безопасности и законной обороны его обитателей. Владение им налагает обязанность предъявлять его в Секретариат национальной обороны для регистрации. На каждое оружие выдается регистрационное свидетельство.
Согласно этому положению, граждане имеют право хранить огнестрельное оружие разрешенного законом типа и калибра для обеспечения своей безопасности и обороны только в пределах своего дома. Каждое оружие должно быть зарегистрировано федеральным правительством. Хотя федеральный закон не устанавливает ограничений, в юридической практике гражданам разрешается хранить в общей сложности 10 зарегистрированных единиц огнестрельного оружия (девять длинноствольных и одно короткоствольное) на семью.
Кроме того, место ведения бизнеса или работы не подпадает под это положение, если только место ведения бизнеса не совпадает с местом проживания (домашний бизнес), поэтому хранение или ношение огнестрельного оружия в месте ведения бизнеса незаконно, даже если бизнес принадлежит законному зарегистрированному владельцу оружия, если соответствующая лицензия на ношение вне дома не выдана SEDENA.

### Право на ношение оружия
Что касается права на ношение оружия (ношение оружия вне дома), то раздел II, глава III, статья 24 Федерального закона об огнестрельном оружии и взрывчатых веществах гласит:
(перевод) Для ношения оружия требуется соответствующая лицензия. Военнослужащие армии, флота и ВВС освобождаются от вышеуказанного в случаях и на условиях, установленных действующими законами и правилами. Сотрудники федеральной полиции, полиции штатов, Федерального округа и муниципальных органов, а также частных охранных структур могут носить оружие в случаях, на условиях и в соответствии с требованиями, установленными настоящим законом и другими применимыми правовыми нормами.
Согласно этому положению, только граждане, получившие разрешение на ношение, могут законно носить огнестрельное оружие вне своего дома. Помимо военнослужащих и сотрудников правоохранительных органов, такие разрешения выдаются только лицам, отвечающим соответствующим требованиям, например, сотрудникам частных охранных фирм, жителям сельской местности или тем, кто может стать объектом преступления (политики, государственные служащие и состоятельные граждане).

### Тип разрешенного огнестрельного оружия
Что касается того, какие виды огнестрельного оружия разрешены, в разделе II, главе I, статье 9 Федерального закона об огнестрельном оружии и взрывчатых веществах говорится следующее:
(перевод) Разрешается хранить или носить, на условиях и ограничениях, установленных настоящим законом, оружие следующих характеристик:
1. Полуавтоматические пистолеты калибра не более .380 (9 мм Browning, 9 мм Corto, 9 мм Kurz, 9 мм Short и 9×17 мм). Исключение составляют калибры .38 Super и .38 Commander, а также калибры 9 мм. [Такие как] Mauser, Luger и т. д., а также аналогичные модели того же калибра из исключенных, от других брендов.
2. Револьверы калибра не более .38 Special, исключение составляет калибр .357 magnum.
Землевладельцы, владельцы общей земли и работники ферм вне городских зон могут хранить и носить, после регистрации, одно оружие из уже упомянутых, или винтовку 22 калибра, или ружье любого калибра, кроме тех, длина ствола которых меньше 25 дюймов (635 мм) и калибр больше 12 калибра (.729" или 18.5 мм).

Кроме того, статья 10 Федерального закона «Об огнестрельном оружии и взрывчатых веществах» гласит:
(перевод) К огнестрельному оружию, которое может быть разрешено участникам стрельбы или охоты, для хранения дома или ношения с лицензией, относятся следующие виды оружия:
1. Полуавтоматические пистолеты, револьверы и винтовки калибра .22, патроны кольцевого воспламенения.
2. Пистолеты калибра .38 для олимпийской стрельбы или других соревнований.
3. Ружья всех калибров и моделей, за исключением тех, у которых длина ствола меньше 25 дюймов, и калибров больше 12.
4. Трехствольные ружья в калибрах, разрешенных в предыдущем разделе, со стволом для металлических патронов другого калибра.
5. Мощные винтовки многозарядного или полуавтоматического действия, не переходящие в автоматический режим, за исключением карабинов калибра .30, винтовок, мушкетов и карабинов калибра .223, 7 и 7,62 мм, а также винтовок Гаранд калибра .30.
6. Мощные винтовки большего калибра, чем упомянутые в предыдущем разделе, при наличии специального разрешения на их использование за границей, для охоты на дичь крупнее той, что водится в национальной дикой природе.

Согласно этим двум статьям, частным лицам разрешено иметь только полуавтоматические пистолеты или револьверы калибра не более .380 (для защиты дома), винтовки калибра не более .22 и ружья калибра не более 12 (для охоты и стрельбы в составе клуба). Все, что больше этих калибров, считается исключительно военным оружием и строго запрещено для гражданского владения, как определено статьей 11 Федерального закона «Об огнестрельном оружии и взрывчатых веществах». Только граждане, имеющие разрешение на коллекционирование, могут иметь право на владение огнестрельным оружием, не разрешенным для гражданского владения.

### Сколько единиц огнестрельного оружия можно иметь в собственности
Что касается количества огнестрельного оружия, которым может владеть гражданин, ни Конституция, ни Федеральный закон об огнестрельном оружии и взрывчатых веществах ничего не говорят, но глава II, статья 21 Положения о Федеральном законе об огнестрельном оружии и взрывчатых веществах гласит:
(перевод) Если для обеспечения безопасности и законной обороны жильцов одного дома регистрируется более двух единиц оружия, заинтересованные лица должны обосновать необходимость этого.
Это положение вызывает некоторые споры среди любителей оружия в Мексике, поскольку действующее федеральное законодательство не устанавливает ограничений на количество огнестрельного оружия, которым можно владеть. Несмотря на это, Секретариат национальной обороны (SEDENA) установил свои собственные правила (по-испански: Disposiciones giradas por la propia Secretaría), и хотя ни федеральный закон об огнестрельном оружии, ни его постановления не устанавливают ограничения на количество огнестрельного оружия, которым может владеть человек, SEDENA определил, что будет разрешено только девять длинноствольных ружей и одно короткоствольное для охоты или стрельбы. Следовательно, тем, кто не состоит в охотничьем или стрелковом клубе, будет разрешен только один пистолет для домашней обороны. Если гражданин является официальным членом мексиканской федерации охоты и стрельбы, ему будет разрешено иметь более одного пистолета, но всегда с ограничением в 10 единиц.

### Транспортировка огнестрельного оружия
Что касается транспортировки огнестрельного оружия, раздел III, глава IV, статья 60 Федерального закона об огнестрельном оружии и взрывчатых веществах гласит:
(перевод) Общие разрешения на любой из видов деятельности, регулируемых в настоящем разделе, включают разрешение на транспортировку в пределах национальной территории огнестрельного оружия, предметов и материалов, разрешенных к использованию, но их владельцы должны соблюдать соответствующие законы, правила и положения.
Согласно этому положению, любое лицо, намеревающееся вынести огнестрельное оружие за пределы своего дома, должно сначала получить соответствующее разрешение в SEDENA. Те, кто состоит в охотничьих и/или стрелковых клубах и хранит зарегистрированное огнестрельное оружие для этих целей, должны иметь действующее разрешение (продлеваемое каждый год) на вывоз оружия из своего дома к месту проведения соответствующих мероприятий. Даже те, кто переезжает на новое место жительства, должны не только уведомить SEDENA о смене адреса, но и получить разрешение на транспортировку оружия с нынешнего места жительства на новое. Без соответствующего разрешения на транспортировку незаконно перевозить огнестрельное оружие вне дома на себе или в транспортном средстве, даже если оно законно зарегистрировано, не заряжено и находится в запертом контейнере.

### Ввоз огнестрельного оружия в Мексику
Что касается ввоза огнестрельного оружия в Мексику, раздел III, глава III, статья 55 Федерального закона об огнестрельном оружии и взрывчатых веществах гласит:
(перевод) Оружие, предметы и материалы, упомянутые в настоящем законе, ввозимые на основании обычных или чрезвычайных разрешений, должны быть предназначены именно для того использования, которое указано в данных разрешениях. Любые модификации, изменения или преобразования, отличающиеся от заявленного назначения, требуют нового разрешения.
Кроме того, раздел III, глава III, статья 59 Федерального закона «Об огнестрельном оружии и взрывчатых веществах» гласит:
(перевод) Временный ввоз и вывоз огнестрельного оружия и боеприпасов для туристов, занимающихся охотой и стрелковым спортом, должен осуществляться на основании соответствующего чрезвычайного разрешения, в котором должны быть указаны условия, которые должны быть выполнены в соответствии с положениями настоящего закона.
Согласно этим статьям, те, кто намерен заниматься охотой и стрелковым спортом в Мексике, должны сначала получить необходимое временное разрешение на ввоз в Секретариате национальной обороны до поездки в Мексику.
Аналогично, граждане Мексики, проживающие в Мексике, и иностранные легальные резиденты Мексики (обладатели FM2) могут ввозить в Мексику огнестрельное оружие для обеспечения своей безопасности и законной обороны в соответствии с типами и калибрами, разрешенными для обороны дома, и после получения соответствующего разрешения на ввоз в Секретариате национальной обороны. Любой человек, намеревающийся ввезти огнестрельное оружие в Мексику, должен иметь возможность легально приобрести его за пределами страны. Например, гражданин США, законно проживающий в Мексике в качестве обладателя FM2 или имеющий двойное гражданство, может приобрести огнестрельное оружие в США и запросить разрешение на ввоз оружия в Мексику. Лицам, имеющим право на законное приобретение огнестрельного оружия в США и проживающим в Мексике на законных основаниях, разрешается ввозить оружие.
Государственный департамент США предостерегает граждан США [и всех лиц, независимо от гражданства] от провоза в Мексику огнестрельного оружия или боеприпасов без предварительного письменного разрешения мексиканских властей. Въезд в Мексику с огнестрельным оружием или даже с одним патроном карается лишением свободы на срок до пяти лет, даже если оружие или боеприпасы были ввезены в страну непреднамеренно. Даже если оружие законно зарегистрировано на имя гражданина в США (или любой другой стране проживания) и даже если оно относится к типам и калибрам, разрешенным для гражданского владения в Мексике, если у владельца нет специального разрешения Секретариата национальной обороны, въезд на территорию Мексики с любым огнестрельным оружием, а также хранение и ношение любого огнестрельного оружия на себе или в автомобиле является незаконным и наказуемым по закону. Эти разрешения нельзя получить на мексиканской таможне и иммиграционной службе при въезде в Мексику, они должны быть получены заранее и находиться у предъявителя до ввоза оружия в Мексику.

### Продажа и владение
Частное владение огнестрельным оружием ограничено только домом. Только граждане Мексики и иностранные легальные резиденты Мексики (обладатели FM2) могут приобретать и хранить огнестрельное оружие по месту жительства. Управление по коммерциализации оружия и боеприпасов (Dirección de Comercialización de Armamento y Municiones — DCAM) является единственной торговой точкой, уполномоченной продавать огнестрельное оружие и боеприпасы в стране, и находится в Мехико рядом со штаб-квартирой SEDENA. Передача права собственности, продажа и покупка огнестрельного оружия между физическими лицами также разрешена, но для проведения сделки необходимо получить разрешение Секретариата национальной обороны, для чего обе стороны (покупатель и продавец) должны явиться лично вместе с оружием и провести сделку в соответствии с требованиями, установленными законом.

### Деятельность с огнестрельным оружием, разрешенная законом
В целом существует пять способов законного приобретения, регистрации, владения и хранения огнестрельного оружия дома:
1. Для защиты дома (seguridad y legítima defensa)
2. Для охоты (cacería)
3. для стрельбы по мишеням (tiro)
4. Для соревнований по стрелковому спорту (competencia)
5. Для коллекционирования (colección)

Для защиты дома правительство разрешит продажу и регистрацию одного ручного огнестрельного оружия тех типов и калибров, которые разрешены законом.
Для охоты, стрельбы по мишеням или соревнований правительство разрешает продажу и регистрацию до девяти единиц длинноствольного оружия (винтовок или дробовиков) и одного короткоствольного разрешенных законом типов и калибров (для получения этих разрешений необходимо состоять в охотничьем и/или стрелковом клубе). Лицензированная спортивная охота разрешена в сезон и регулируется SEMARNAP (Секретариатом по вопросам окружающей среды, природных ресурсов и рыболовства).
Для коллекционирования правительство может разрешить продажу и регистрацию неограниченного количества огнестрельного оружия любого типа и калибра в соответствии с законом и правилами.

### Юридические процедуры для владения огнестрельным оружием
Частные граждане, желающие приобрести огнестрельное оружие и боеприпасы, по закону должны сделать следующее:
1. Подать заявление на получение разрешения на приобретение огнестрельного оружия в Главное управление федерального реестра огнестрельного оружия и контроля взрывчатых веществ (DGRFAFyCE) в Секретариате национальной обороны (SEDENA) по почте или лично, представив следующее:
  1. (для граждан Мексики, мужчин моложе 40 лет) Копию карты о прохождении национальной военной службы; (для женщин или мужчин старше 40 лет) заверенное свидетельство о рождении. Иностранцы должны предоставить документы, подтверждающие законное присутствие (карта FM2),
  2. Подтверждение дохода путем предоставления оригинала письма с места работы с указанием должности, времени работы и заработной платы. В случае самозанятости или выхода на пенсию — подтверждение такого статуса,
  3. Справку об отсутствии судимостей, выданная генеральным прокурором штата, в котором проживает заявитель (датированная не более чем шестью месяцами),
  4. Копию документа, подтверждающего адрес (любой счет за коммунальные услуги на имя заявителя; если он другой, глава семьи должен подписать письмо, разрешающее хранение огнестрельного оружия и боеприпасов в доме),
  5. Копию выданного правительством удостоверения личности с фотографией (ID-карта избирателя, если заявитель гражданин Мексики, паспорт и карта FM2, если заявитель иностранный гражданин),
  6. Если оружие требуется для стрельбы или охоты, необходимо предоставить копию членской карты охотничьего и/или стрелкового клуба с указанием дня, месяца и года начала и окончания действия разрешения,
  7. Копию свидетельства о рождении. Имя (имена) и фамилия должны совпадать со всеми остальными документами, и
  8. Копию уникального ключа регистрации населения (Clave Única de Registro de Población — CURP) Аналог карты социального страхования США и ее номер.
2. После получения разрешения на приобретение огнестрельного оружия заполнить форму и произвести оплату в размере MX$95.00 (7.60 долларов США) за разрешение на приобретение огнестрельного оружия, аксессуаров и/или боеприпасов,
3. Заполнить форму и оплатить 39,00 MX$ (3,12 долларов США) за регистрацию огнестрельного оружия (одна форма и оплата за одно оружие),
4. Обратиться в Управление по коммерциализации оружия и боеприпасов (DCAM) по Интернету или лично для оплаты огнестрельного оружия.
5. Со всеми квитанциями и документами, а также удостоверением личности с фотографией явиться лично в DCAM для получения огнестрельного оружия. Выдается временное разрешение на транспортировку (сроком действия от 24 до 72 часов), которое позволяет владельцу перевозить огнестрельное оружие из DCAM к себе домой на личном или общественном транспорте (наземном или воздушном).

## Ополчение
Мексика имеет историю различных действий и восстаний ополченцев и военизированных групп, насчитывающую несколько сотен лет и включающую подвиги таких исторических личностей, как капитан Мануэль Пинеда Муньос и Франсиско «Панчо» Вилья. Сюда также входят такие группы, как «Вольное ополчение цветных» (межрасовые ополчения Новой Испании, колониальной Мексики), Камисас Дорадас и современный Совет самообороны Мичоакана.
Несмотря на то, что некоторые из предыдущих примеров являются историческими, в настоящее время официальная точка зрения на существование подобных ополчений в Мексике, не поддерживаемых правительством, всегда называла их незаконными и боролась с ними военными и политическими методами.
Современные примеры мексиканской точки зрения на ополчение — это конфликт в Чьяпасе против EZLN и против EPR в Герреро, где правительственные войска боролись с восставшими ополченцами. А в более недавнем случае, когда во время войны с наркотиками в Мексике появились гражданские отряды самообороны, правительство регулировало их деятельность и превратило отряды в Сельские федеральные силы, а тех, кто сопротивлялся, преследовали и сажали в тюрьму.

## Дополнительные материалы
- Villanueva, Ernesto. Seguridad, Armas de Fuego y Transparencia (Security, Firearms and Transparency) :  [исп.] / Ernesto Villanueva, Valenzuela, Karla. — 1st. — Mexico City : Instituto de Investigaciones Jurídicas - UNAM, 2012. — P. 232. — ISBN 978-607-412-134-6.
- Thompson, Barnard R. An Inside Look at Mexican Guns and Arms Trafficking. Analysis on Mexico's illegal proliferation of firearms. MexiData.info (31 мая 2010). Дата обращения: 20 октября 2012. Архивировано из оригинала 7 июня 2010 года.